# Gigantismo abissale

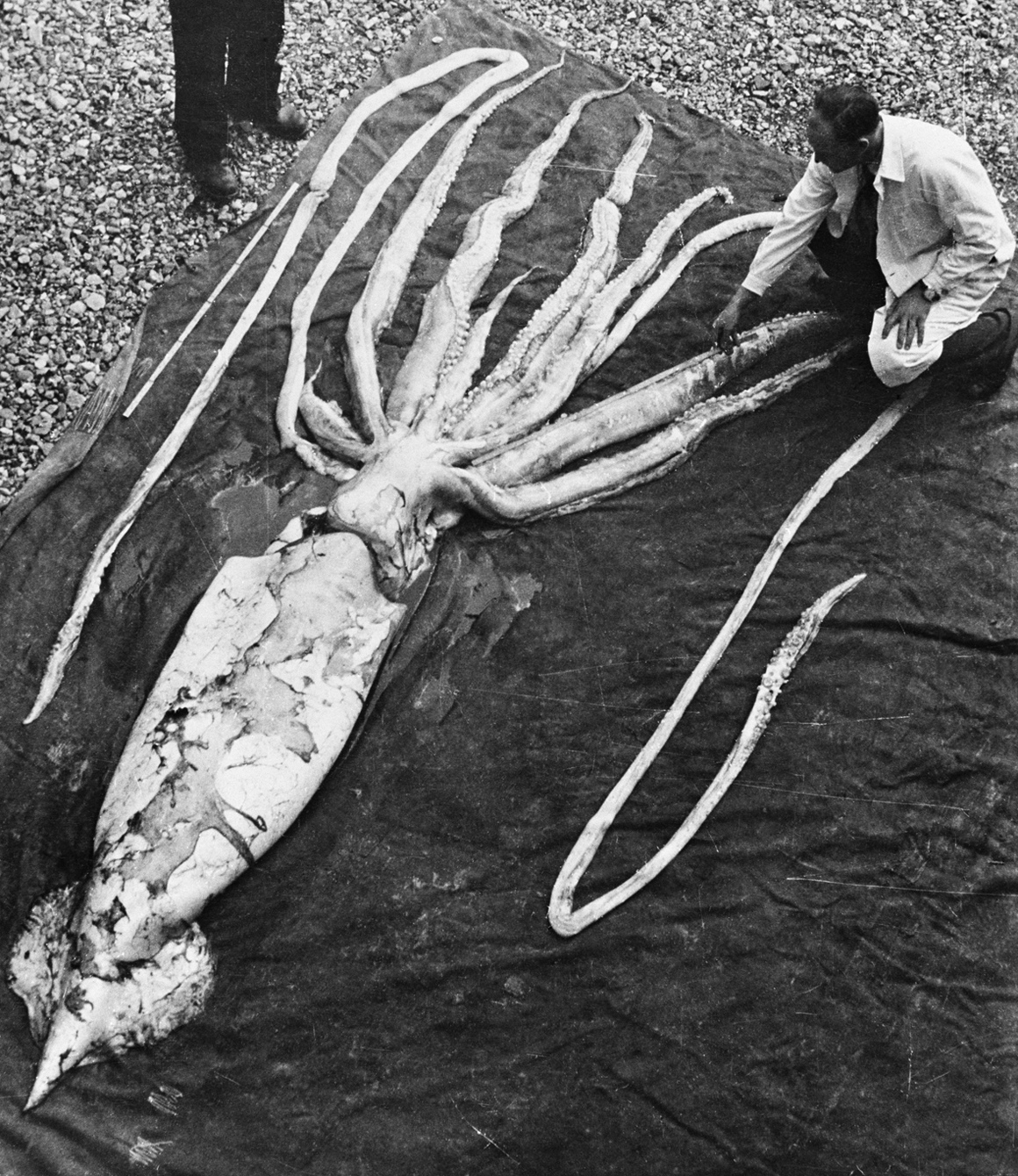
Calamaro gigante lungo 9 metri spiaggiato in Norvegia

In zoologia, il gigantismo abissale è la tendenza, diffusa in vari gruppi tassonomici, degli animali che vivono nelle parti più profonde degli oceani a raggiungere dimensioni maggiori di specie affini viventi a profondità minori.
Le spiegazioni proposte per questo tipo di gigantismo includono il necessario adattamento a temperature più fredde, la scarsità di cibo, la ridotta pressione di predazione e l'aumento delle concentrazioni di ossigeno disciolto nelle profondità marine. Le difficili condizioni e l'inospitalità dell'ambiente sottomarino in generale, così come l'inaccessibilità della zona abissale per la maggior parte dei veicoli subacquei costruiti dall'uomo, hanno ostacolato lo studio di questo argomento.

## Tassonomia
Nei crostacei marini la tendenza all'aumento delle dimensioni con la profondità è stata osservata in misidacei, eufausiacei, decapodi, isopodi e anfipodi. I non artropodi in cui è stato osservato il gigantismo abissale sono i cefalopodi, gli cnidari e i pesci ossei dell'ordine Anguilliformes.
(Henry Nottidge Moseley, 1880)
Tra gli organismi degni di nota che mostrano il gigantismo vi sono le meduse Tiburonia e Stygiomedusa jellyfish, gli isopodi giganti Bathynomus, gli ostracodi Gigantocypris, alcuni picnogonidi, l'anfipode Alicella, il granchio Macrocheira kaempferi, il pesce osseo Regalecus glesne o re delle aringhe, la razza Plesiobatis daviesi, il polpo a sette braccia, e numerose specie di calamari: il calamaro colossale (fino a 14 m di lunghezza), il calamaro gigante (fino a 12 m), Megalocranchia fisheri, Onykia robusta, Taningia danae, Galiteuthis phyllura, Kondakovia longimana, e Magnapinna sp.
Il gigantismo abissale non è generalmente osservato nella meiofauna, ovvero gli organismi che passano attraverso un setaccio da 1 mm, che spesso mostra la tendenza inversa a diminuire le dimensioni con l'aumentare della profondità.

## Spiegazioni

### Basse temperature
Nei crostacei, è stato proposto che la spiegazione dell'aumento delle dimensioni con la profondità sia simile a quella dell'aumento delle dimensioni con la latitudine (regola di Bergmann): entrambe le tendenze prevedono un aumento delle dimensioni con la diminuzione della temperatura La tendenza all'aumento di dimensioni con la latitudine è stata osservata sia nei confronti di specie affini, sia all'interno di specie ampiamente distribuite in aree a latitudini diverse. Si crede che la diminuzione della temperatura provochi un aumento delle dimensioni delle cellule e una maggiore longevità (quest'ultima associata anche a un ritardo nel raggiungimento della maturità sessuale), entrambi i meccanismi portano a un aumento delle dimensioni massime dell'animale dato che la crescita nei crostacei continua per tutta la vita. Anche nei mari artici e antartici, dove il gradiente di temperatura verticale è ridotto, si osserva una tendenza all'aumento delle dimensioni corporee con la profondità, il che depone a favore del fatto che la pressione idrostatica sia un parametro importante.
La temperatura non sembra avere un ruolo simile nell'influenzare le dimensioni dei policheti siboglinidi. Riftia pachyptila, che vive in comunità di sorgenti idrotermali a temperature ambientali di 2-30 °C, raggiunge la lunghezza di 2,7 m, paragonabile a quella di Lamellibrachia luymesi, che vive in sorgenti fredde e che, tuttavia, ha tassi di crescita rapidi e una vita breve di circa 2 anni mentre l'altra ha crescita lenta e può vivere più di 250 anni.

### Scarsità di cibo
Anche la scarsità di cibo a profondità superiori a 400 m è ritenuta una causa del gigantismo dato che le maggiori dimensioni possono migliorare la capacità di sfruttare risorse a bassa densità. Negli organismi con stadi giovanili planctonici un altro possibile vantaggio è che le uova o le larve, di dimensioni più grandi e con maggiori riserve nutritive iniziali, possono andare alla deriva per distanze maggiori disperdendosi su di un'area più vasta. Come esempio di adattamento a questa situazione, gli isopodi giganti si nutrono abbondantemente quando è disponibile una ricca risorsa trofica, distendendo il loro corpo fino a compromettere la capacità di locomozione; in cattività sono in grado di sopravvivere fino a 5 anni senza alimentarsi.
Secondo la legge di Kleiber più un animale diventa grande più il suo metabolismo diventa efficiente: in altre parole, il metabolismo basale di un animale aumenta all'incirca della potenza di ¾ della sua massa. In condizioni di limitata disponibilità di nutrimento, ciò può fornire un ulteriore vantaggio ad organismi di dimensioni maggiori.

### Ridotta pressione di predazione
Un'altra possibile causa è la riduzione della pressione di predazione nelle acque più profonde. Uno studio sui brachiopodi ha mostrato che la predazione era quasi un ordine di grandezza meno frequente alle maggiori profondità rispetto ad acque meno profonde.

### Aumento dell'ossigeno disciolto
Si ritiene che anche i livelli di ossigeno disciolto svolgano un ruolo nel gigantismo delle profondità marine. Uno studio del 1999 sui crostacei bentonici anfipodi ha riscontrato che la dimensione massima potenziale dell'organismo è direttamente correlata all'aumento dei livelli di ossigeno disciolto nelle acque più profonde È noto che la solubilità dell'ossigeno disciolto negli oceani aumenta con la profondità a causa dell'aumento della pressione e della diminuzione dei livelli di salinità e temperatura.
La spiegazione ipotizzata per questa tendenza è che il gigantismo delle profondità marine possa essere una caratteristica adattativa per combattere l'asfissia nelle acque oceaniche Gli organismi più grandi sono in grado di assorbire più ossigeno disciolto nell'oceano, consentendo una respirazione adeguata. Tuttavia, questo maggiore assorbimento di ossigeno comporta il rischio di tossicità: un organismo può avere livelli di ossigeno così elevati da diventare tossico.

## Galleria d'immagini

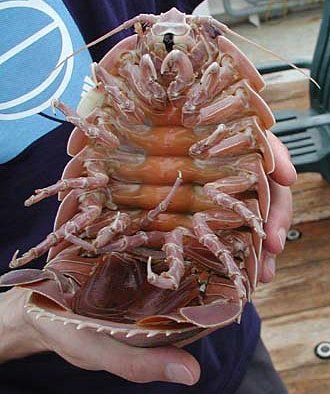
L'isopode (Bathynomus giganteus) può raggiungere una lunghezza di 76 cm.
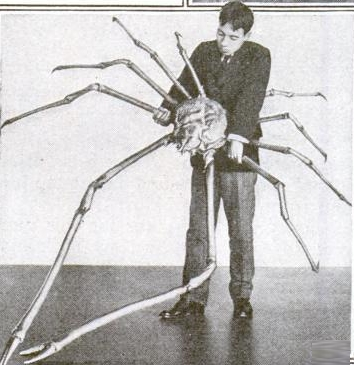
Un granchio gigante del Giappone le cui zampe distese misuravano 3,7 metri di larghezza.
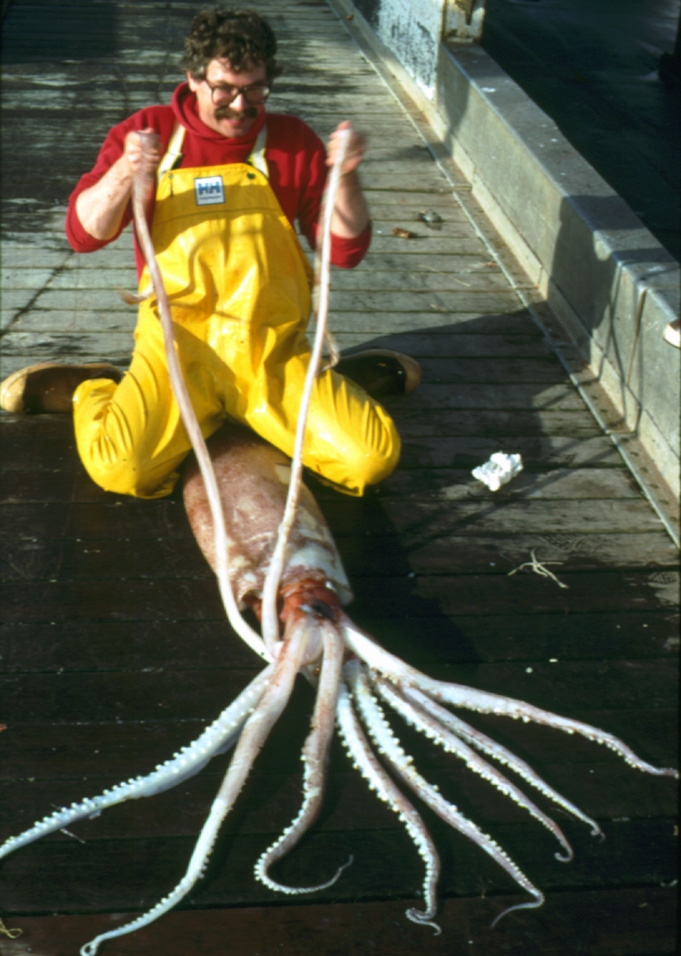
Onykia robusta, un cefalopode il cui mantello raggiunge 2 m, catturato in Alaska.
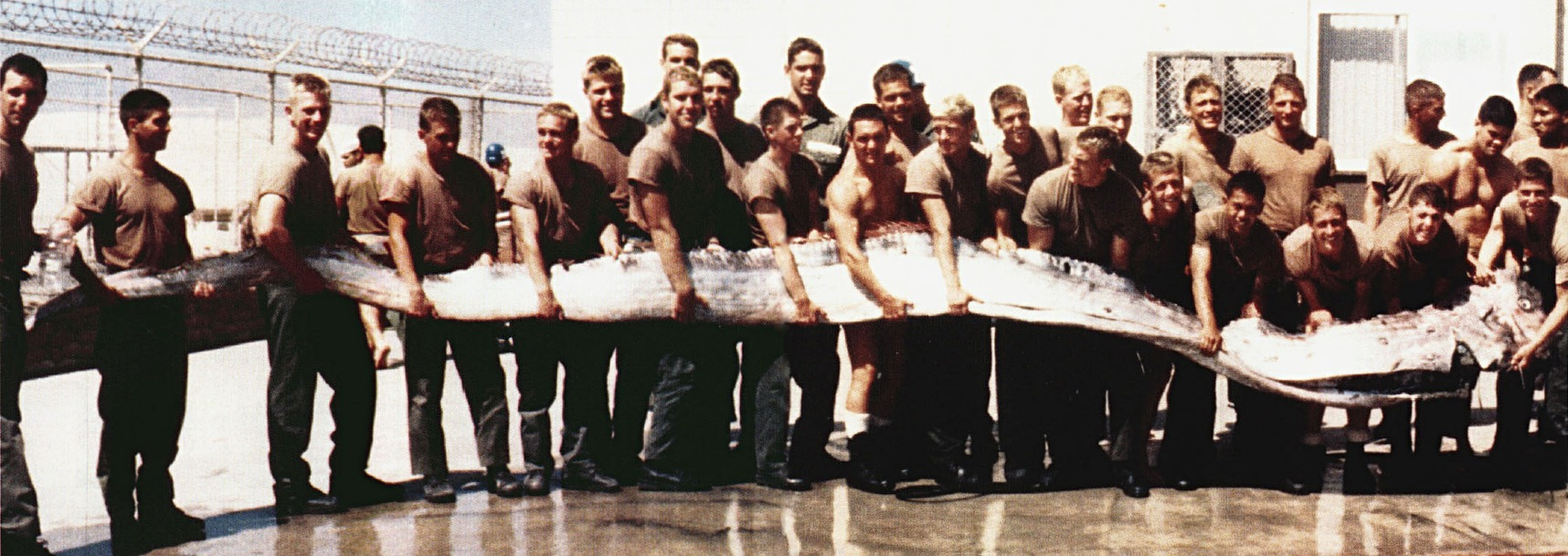
Un re delle aringhe di 7 metri spiaggiato in California.
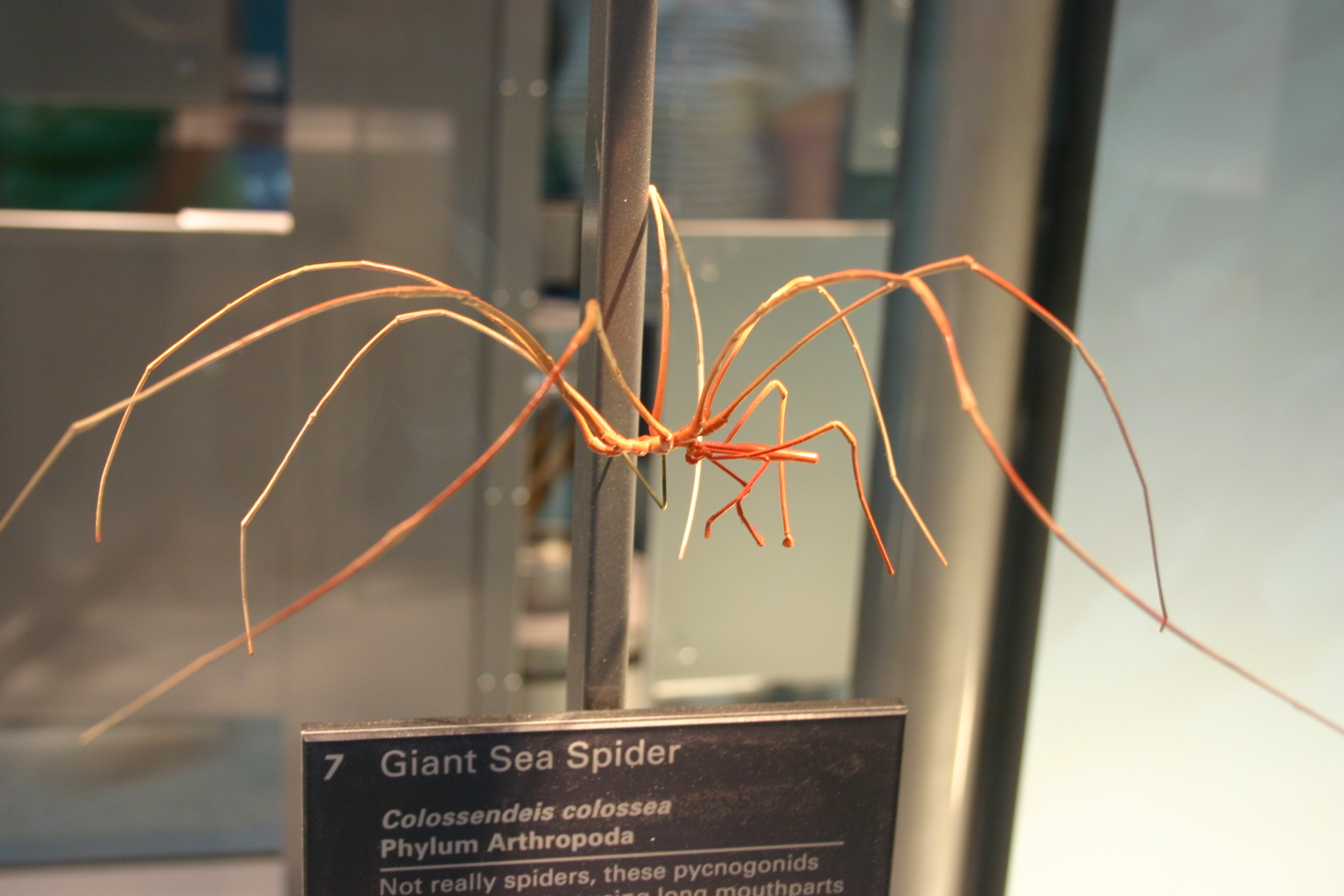
Colossendeis colossea, un picnogonide gigante in mostra allo Smithsonian Institution.
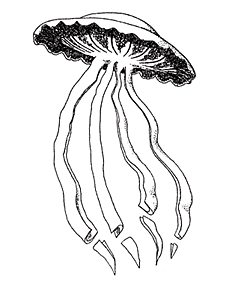
Stygiomedusa, una medusa che può raggiungere i 10 m di lunghezza.
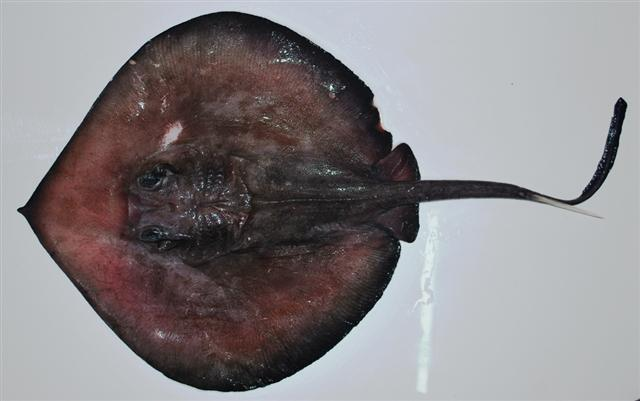
Plesiobatis daviesi, una razza abissale che può arrivare a una taglia di 2.7 x 1.5 m.